# Gudrun Gjukadotter

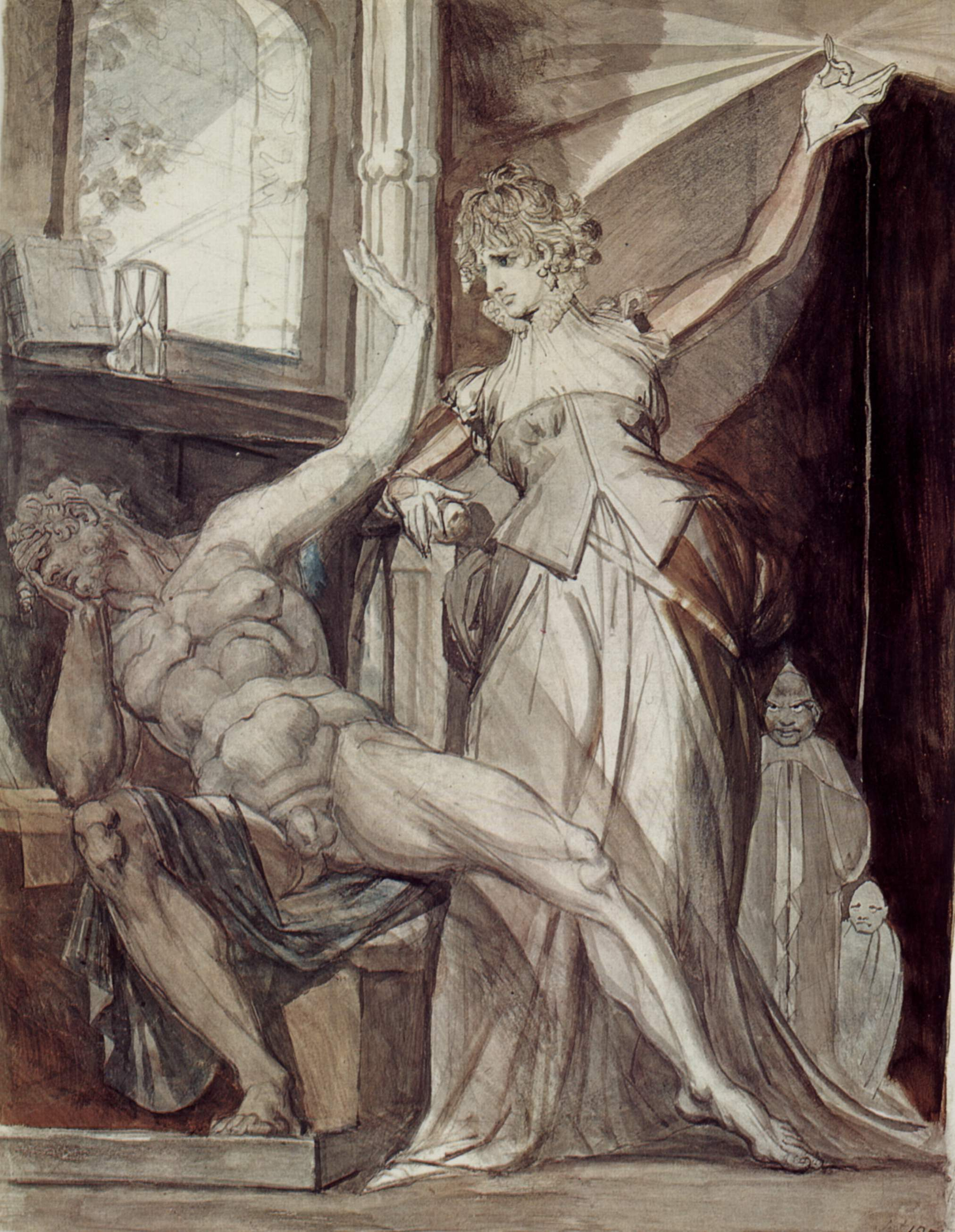
Krimhild och Gunther, Johann Heinrich Füssli, 1807.

Gudrun Gjukadotter (på nysvenska Gjukesdotter) är i nordisk mytologi, i Völsungasagan,  dotter till Gjuke, syster till Gunnar Gjukason, maka till Sigurd Fafnesbane, mor till Sigmund. I sången Nibelungenlied går hon under namnet Krimhild av Burgund, där maken Sigurd går under namnet Sigfrid. Hon är den mest framträdande kvinnliga karaktären i den Poetiska Eddan och är huvudperson i så många som 6 av dikterna, varav 3 är uppkallade efter henne. 
På Brynhilds önskan dräpte Gudruns styvbror Gottorm Sigurd och deras son. 

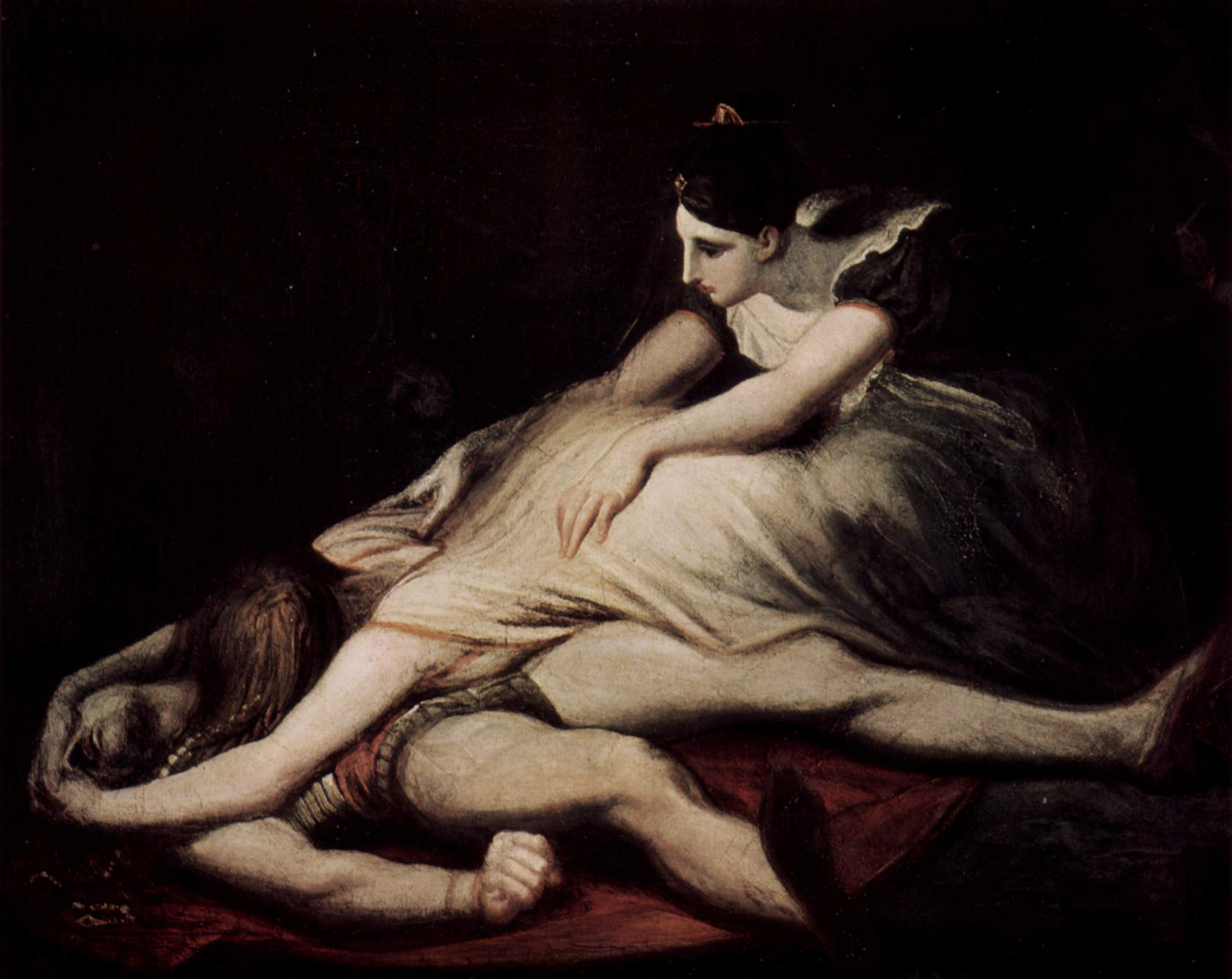
Krimhild sörjer Sigfrid, Johann Heinrich Füssli, 1817.

## Beskrivning i Nibelungenlied
Del 1: Vid hovet i Worms var Krimhild en kungadotter av Burgunderna. Hon gifter sig med Sigfrid och flyttar med honom till Xanten där hon får sonen Gunther.
Krimhilds bror, som också heter Gunther, bjuder henne och Sigfrid till ett besök i Worms. Efter en tvistighet mellan Brynhild (Gunthers fru) och Krimhild bestämmer sig Gunthers vasall Hagen för att mörda Sigfrid. Hagen stjäl även nibelungenskatten som efter Sigfrids död tillhör Krimhild. Krimhild tänker nu hämnas.
Del 2: Krimhild gifter sig med hunnernas kung Attila. Nu är det hon som bjuder sina bröder och Hagen till en festlighet. Där uppstår den oundvikliga striden. Nästan alla personer på bägge sidor mister livet. Krimhild dödas av Hildebrand som är väpnare till en prins från Verona (heter i Nibelungenlied Bern).

## Beskrivning i Völsungasagan
I Völsungasagan beskrivs Gudrun som dotter till kung Gjuke och drottning Grimhild, en häxa. Grimhild ger Sigurd en dryck som får honom att glömma Brynhild, så att han istället vill gifta sig med Gudrun. Brynhild luras att gifta sig med Gudruns bror Gunnar: Brynhild är fängslad på ett berg omgivet av eld och gifter sig endast med den som kan passera elden. Sigurd tar Gunnars skepnad så att Brynhild ska vilja gifta sig med honom. När Gudrun avslöjar tricket i ett gräl med Brynhild så eggar Brynhild Gunnar och hans bror Högne att mörda Sigurd som hämnd. Gunnar och Högne har dock svurit fostbrödralag med Sigurd och vill därför inte utföra mordet. Istället eggar de sin yngre bror Guttorm att göra det, då Guttorm är för ung för att svära en ed. Guttorm dödar Sigurd, men blir själv dödat i akten. Brynhild kastar sig sedan på Sigurds likbål alternativt sticker ihjäl sig med ett svärd, men inte innan hon mördat Gudruns och Sigurds spädbarn. 
Gudrun tvingas att gifta sig med Atle (Attila hunnen). Paret får två barn. Atle vill hämnas Sigurd, men även komma åt det drakguld som Sigurd tagit från Fafner. Atle lurar därför till sig Gunnar och Högne och mördar dem. När hunnerna firar sin seger så bjuder en känslokall Gudrun dem på mat, men avslöjar sedan att hon serverat Atli deras egna söners hjärtan. De förfriskade hunnerna är värnlösa och Gudrun tänder eld på Atles hall och bränner alla hunnerna inne. Gudrun försöker sedan dränka sig, men spolas iland hos kung Jonaker som hon senare gifter sig med. De får sönerna Hamder, Sörle och Erp. Även Svanhild, Gudruns dotter med Sigurd Fafnesbane, uppfostras vid Jonakers hov. Svanhild anklagas oskyldigt för otrohet av sin make Jörmunrek och trampas till döds av den barbariske kungens hästar. Gudrun försvinner ur sagan efter att hon beordrat sin söner att hämnas sin halvsyster, gråtande över insikten att hon sänt dem mot en säker död.